# Elfin Oak
L'Elfin Oak és la soca d'un alzina de 900 anys d'antiguitat situat als Kensington Gardens, Londres, tallada i pintada per semblar encara que elfs, gnoms, fades i petits animals viuen a la seva escorça.
El tronc buit, donat per Lady Fortescue, prové originalment de Richmond Park, i es va traslladar als jardins de Kensington el 1928 com a part del pla de millores públiques de George Lansbury a Londres. Durant els dos anys següents, l'il·lustrador Ivor Innes hi va tallar les figures de la "Gent petita". Aquests inclouen Wookey la bruixa, amb els seus tres pots de salut, riquesa i felicitat, Huckleberry el gnom, que portava una bossa de baies per l'escala dels gnoms fins al banquet a Bark Hall, i Grumples i Groodles els elfs, sent despertats per Brownie, Dinkie, Rumplelocks i Hereandthere robant ous del niu dels corbs.
Innes també va il·lustrar un llibre infantil l'any 1930 escrit per la seva dona Elsie i basat en l'Elfin Oak. En ell, Elsie va escriure:
| « | Des de fa segles ha estat la llar de fades, gnoms, elfs, diables i pixies. Als racons s'amaguen, o miren per fora dels forats i escletxes, les seves finestres i portes naturals. És el seu amagatall de dia, el seu lloc de gresca de nit, i quan la gran lluna arriba a l'arbre nu i sense branques, els clans d'Elfin surten a jugar i jugar a la llum de la lluna. | » |

La portada interior de l'àlbum de Pink Floyd de 1969 Ummagumma inclou una imatge de David Gilmour davant de l'Elfin Oak.
El còmic Spike Milligan va ser un fan de tota la vida de l'arbre, i el 1996 va dirigir una campanya d'èxit per restaurar-lo. La contribució de Milligan com a assessor i el préstec dels seus registres fotogràfics de la seva restauració original a la dècada de 1960 va ser de gran valor per als estudiants de la Byam Shaw School of Art, que van restaurar l'arbre el 1996 dirigits per l'artista i conservador Marcus Richards. Richards ha continuat sent responsable de la restauració i el manteniment de l'Elfin Oak fins als nostres dies. El desembre de 1997, el ministre de Patrimoni Tony Bank el va declarar estructura catalogada de grau II.

## Galeria

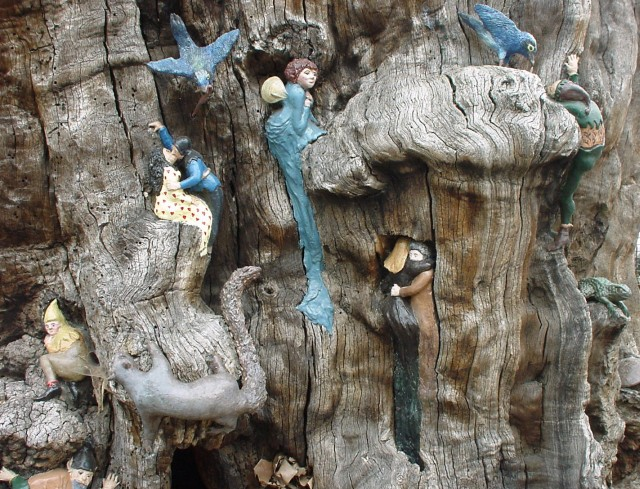
Detall de l'arbre
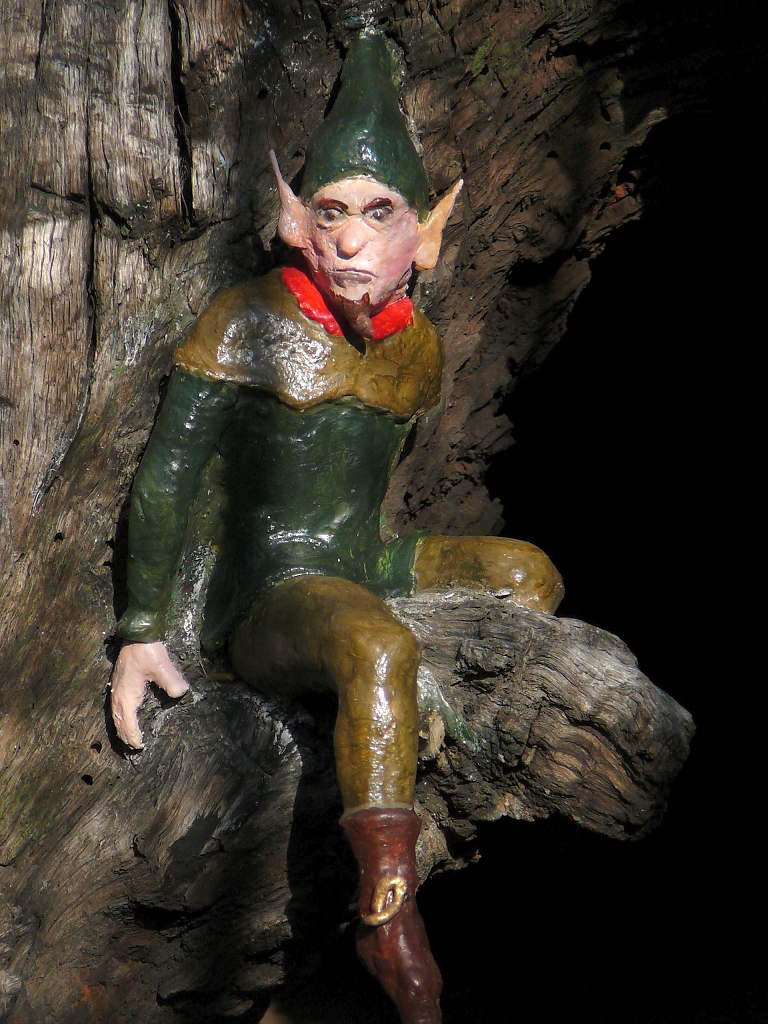
Close-up of a figure on the tree